# Joka
Joka, właśc. Michał Marten (ur. 12 maja 1977 w Katowicach, zm. 2 maja 2025) – polski raper i autor tekstów, znany przede wszystkim z występów w zespole Kaliber 44. Udzielał się również w krótkotrwałym zespole Czarne Złoto i kolektywie Baku Baku Skład. Laureat Fryderyka. Starszy brat AbradAba.
Współpracował z takimi wykonawcami, jak HST, Miuosh, Jajonasz, Pih, L.U.C., Jimek, Bisz, Buka, Promoe, Ńemy, WSZ, CNE, Bolec, Wzgórze Ya-Pa 3, Molesta Ewenement, Thinkadelic, Fokus, Pokahontaz, DJ 600V czy Skorup.
W 2011 roku Marten znalazł się na 26. miejscu listy 30 najlepszych polskich raperów według magazynu Machina. Rok później znalazł się na 5. miejscu analogicznej listy opublikowanej przez serwis Porcys.

## Życiorys
W szczytowym okresie działalności artystycznej Michała „Joki” Martena, przypadającym na lata 1996–2000, nagrał on wraz z formacją Kaliber 44, założoną w 1993 roku z AbradAbem i Magikiem, trzy albumy studyjne. Pierwszy z nich, Księga Tajemnicza. Prolog, wydany w 1996 roku, przyniósł Joce, jak i pozostałym członkom tria znaczną popularność. Za sprawą wydawcy S.P. Records grupa intensywnie koncertowała poprzedzając m.in. projekt Kazika Staszewskiego – Kazik na Żywo. Pochodzący z płyty solowy utwór rapera pt. „Moja obawa (bądź a klęknę)” został wykorzystany w latach późniejszych w niezależnym filmie dramatycznym Że życie ma sens (2001), w którym znalazły się jeszcze dwa utwory zespołu Kaliber 44. W 1998 roku ukazał się drugi album formacji pt. W 63 minuty dookoła świata znacznie odbiegający stylistycznie od debiutu. Popularnością w kraju cieszył się pochodzący z wydawnictwa utwór „Film” notowany na listach przebojów Polskiego Radia Szczecin i Programu Trzeciego Polskiego Radia.  
W 2000 roku ukazał się trzeci album Kalibra 44 zatytułowany 3:44. Jednym z popularniejszych utworów na płycie jest piosenka „Konfrontacje”, która szybko dotarła na listy przebojów Polskiego Radia, ustanawiając rekord obecności także na liście przebojów Radiostacji (ponad dwieście tygodni). Joka wraz z zespołem otrzymał nagrodę Fryderyka w kategorii „Album roku – rap/hip-hop” (3:44). Reedycja albumu z 2021 roku uplasowała się na 3. miejscu zestawienia OLiS. Wkrótce potem Marten wyemigrował do Stanów Zjednoczonych, gdzie spędził blisko trzy lata. 26 stycznia 2002 roku Michał Marten w Katowicach ożenił się z Karoliną Piszczek, plastyczką i fotomodelką. W podróż poślubną udali się do Nowego Jorku i Ustronia. Po powrocie do ojczyzny sporadycznie koncertował wraz z AbradAbem. Występy te w mediach były anonsowane jako koncerty zespołu Kaliber 44, jednakże według AbradAba nie stanowiły one o jego reaktywacji. Wystąpił także na wydanym w 2005 roku drugim albumie brata – AbradAba pt. Emisja spalin (2005) oraz niemal pięć lat później na albumie Lukatricks pt. Czarne złoto (2010).
W 2012 roku Joka ponownie wystąpił gościnnie na płycie AbradAba zatytułowanej ExtraVertik. Zwrotki rapera znalazły się w utworze „Moje demony”. Natomiast pod koniec roku ukazał się album katowickiego rapera Miuosha – Prosto przed siebie z utworem „Reprezent” nagrany z udziałem Joki. Rok później raper wziął udział w reaktywacji składu Kaliber 44. Pierwszy występ zespołu odbył się na Open’er Festival, gdzie trio wystąpiło z udziałem instrumentalistów, tzw. „żywym zespołem”. Równolegle działalność wznowił koncertowy skład towarzyszący K44 – Baku Baku Skład. Zespół wydał swoją czwartą studyjną płytę, Ułamek tarcia, 2 marca 2016 roku. Płyta okazała się bestsellerem zajmując 1. miejsce na liście OLiS, uzyskując tym samym status płyty platynowej.

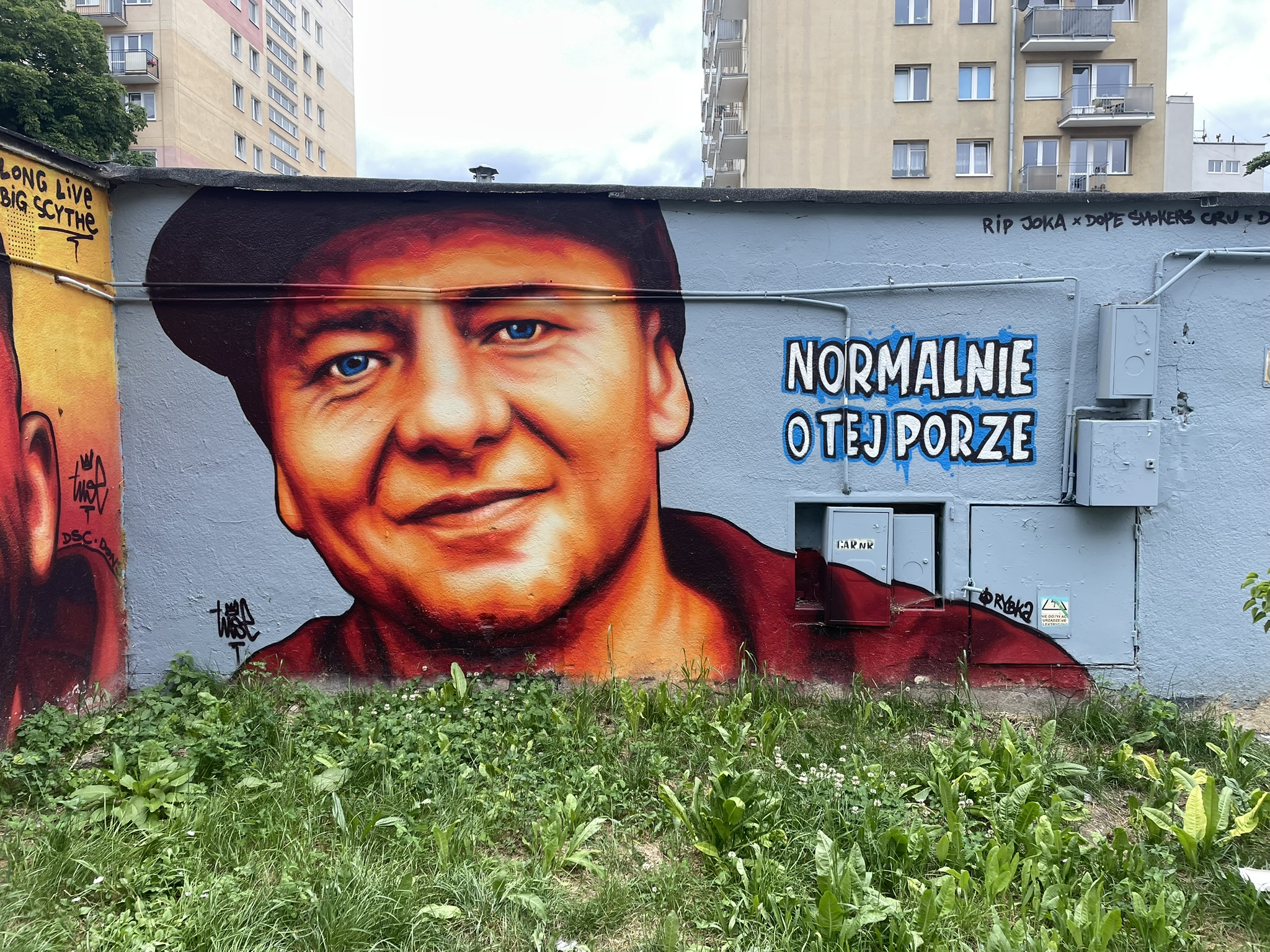
Mural autorstwa Tuse upamiętniający Jokę w Gdańsku.

Zmarł 2 maja 2025 roku. O śmierci dwa dni później, poinformował w mediach społecznościowych jego brat Marcin. Raper został pochowany 10 maja 2025 roku na cmentarzu przy ulicy Wróblewskiego. Ceremonia miała charakter świecki.

## Dyskografia
Występy gościnne
| Album                                                      | Rok  | Utwór                                                            | Źródło |
| ---------------------------------------------------------- | ---- | ---------------------------------------------------------------- | ------ |
| WSZ & CNE – Jeszcze raz                                    | 2005 | „Baku baku potęga” (gościnnie: AbradAb, Joka, Gutek)             | [ 26 ] |
| AbradAb – Emisja spalin                                    | 2005 | „Rap to nie zabawa już” (gościnnie: Joka, DJ Feel-X)             | [ 16 ] |
| Lukatricks – Czarne złoto                                  | 2010 | „Trzeba wziąć” (gościnnie: Joka, Jajonasz, HST, Fokus)           | [ 17 ] |
| AbradAb – ExtraVertik                                      | 2012 | „Moje demony” (gościnnie: Joka)                                  | [ 18 ] |
| Młody Grzech & Jakuza – Wielkie Joł zajafka kipi (mixtape) | 2012 | WSZ & CNE – „Baku baku potęga” (gościnnie: AbradAb, Joka, Gutek) | [ 27 ] |
| Miuosh – Prosto przed siebie                               | 2012 | „Reprezent” (gościnnie: Joka)                                    | [ 19 ] |
| HST – Sen koszmarny                                        | 2014 | „Przegląd” (gościnnie: Joka)                                     | [ 28 ] |
| WSZ, Filip Samo Siejka – Wszystko gra                      | 2014 | „Western” (gościnnie: Joka)                                      | [ 29 ] |
| Pih – Kino nocne                                           | 2014 | „Przeszłość niemile widziana” (gościnnie: Joka, Buka)            | [ 30 ] |
| Miuosh, Jimek, NOSPR – 2015                                | 2015 | „Reprezent” (gościnnie: Joka)                                    | [ 31 ] |
| L.U.C., Rebel Babel Ensmble – Dialog I                     | 2016 | „Jak słowo daję” (gościnnie: Joka, Bisz, Promoe, Ńemy, Jan)      | [ 32 ] |
| G2e – Wciepy                                               | 2016 | „Co Tam Robisz 2” (gościnnie: Joka)                              | [ 33 ] |
| AbradAb – 048                                              | 2018 | „yee boy” (gościnnie: Joka)                                      | [ 34 ] |
| Skorup, Młody – Naturalny Satelita                         | 2020 | „Jacy My” (gościnnie: Joka)                                      | [ 35 ] |
| Mechanik – Bliskość                                        | 2020 | „Samotny” (gościnnie: Joka)                                      | [ 36 ] |

## Filmy i programy TV
| Tytuł                         | Rok  | Uwagi                                                                     | Źródło |
| ----------------------------- | ---- | ------------------------------------------------------------------------- | ------ |
| „Kielce – Czyli Polski Bronx” | 1995 | film dokumentalny, reżyseria: Bogna Świątkowska, Marek Lamprecht          | [ 37 ] |
| „Poniedziałek”                | 1998 | film fabularny, jako chłopak z samochodu, reżyseria: Witold Adamek        | [ 38 ] |
| „Kaliber 44”                  | 1999 | krótkometrażowy film dokumentalny, reżyseria: Aneta Chwalba, Michał Bebło | [ 39 ] |
| „Rap Kanciapa”                | 2004 | program telewizyjny typu talk-show                                        | [ 40 ] |
| „Kuba Wojewódzki”             | 2016 | program telewizyjny typu talk-show, S27E04                                | [ 41 ] |
| „Dzień dobry TVN”             | 2023 | poranny magazyn emitowany na antenie TVN                                  | [ 42 ] |

## Teledyski
| Tytuł                                                                                          | Rok  | Reżyseria                       | Album               | Źródło |
| ---------------------------------------------------------------------------------------------- | ---- | ------------------------------- | ------------------- | ------ |
| AbradAb – „Rap to nie zabawa już” (gościnnie: Joka, DJ Feel-X)                                 | 2005 | Kobas Laksa, Lak Gutt           | Emisja spalin       | [ 43 ] |
| Lukatricks – „Trzeba wziąć”/„Podaruj mi trochę słońca” (gościnnie: Joka, Jajonasz, HST, Fokus) | 2010 | —                               | Czarne złoto        | [ 44 ] |
| Miuosh – „Reprezent” (gościnnie: Joka)                                                         | 2012 | Piotr Smoleński                 | Prosto przed siebie | [ 45 ] |
| Pih – „Przeszłość niemile widziana” (gościnnie: Joka, Buka)                                    | 2014 | Evil Eye Studio                 | Kino nocne          | [ 46 ] |
| „#Hot16Challenge”                                                                              | 2014 | —                               | —                   | [ 47 ] |
| Miuosh, Jimek, NOSPR – „Represent” (gościnnie: Joka)                                           | 2015 | CinematicArtists                | 2015                | [ 48 ] |
| „Jak słowo daję”                                                                               | 2015 | Jan Feat., Piotr Bartos, L.U.C. | Dialog I            | [ 49 ] |
| G2e – „Co Tam Robisz 2” (gościnnie: Joka)                                                      | 2016 | BNT                             | Wciepy              | [ 50 ] |
| Skorup, Młody – „Jacy My” (gościnnie: Joka)                                                    | 2020 | Ace Of Art, Kleszcz             | Naturalny Satelita  | [ 51 ] |
| Mechanik – „Samotny” (gościnnie: Joka)                                                         | 2020 | Ilustracja Plakat Obraz         | Bliskość            | [ 52 ] |
| „Hot16Challenge2”                                                                              | 2020 | Ilustracja Plakat Obraz         | —                   | [ 53 ] |